# Jan II. Smiřický ze Smiřic
Jan II. Smiřický ze Smiřic (1470 – 31. ledna 1506) byl český šlechtic a zakladatel housecké větve rodu Smiřických ze Smiřic. Tato větev vymřela Janovým vnukem Václavem v roce 1586.

## Původ a život
Narodil se jako syn Jindřicha Smiřického ze Smiřic (asi 1440 nebo asi 1446 – 1487 nebo 1489), který byl císařem Fridrichem III. v roce 1475 povýšen do říšského panského stavu, a jeho manželky Kateřiny Mašťovské z Kolovrat (kolem 1450–1529). V době smrti otce byl Jan II. plnoletý jako jediný ze svých sourozenců.
Údajně se stal purkrabím Pražského hradu. V přehledu Františka Palackého ovšem chybí.
Byl pohřben v Lysé nad Labem.

## Rodina
Oženil se s Uršulou Buchovcovou z Buchova, dcerou válečníka poděbradské doby. Narodilo se jim šest nebo sedm dětí (tři synové a čtyři dcery).
- 1. Ladislav († po 1544)
  - ∞ Anna z Tetova
- 2. Jindřich († 1530)
  - ∞ Eufemie (Féma Tetourka) z Tetova
- 3. Anna († 1561, pohřbena v Lysé nad Labem)
  - ∞ Mikuláš Vančura z Řehnic († 1582, pohřben v Lysé nad Labem), syn Magdalény Smiřické a Jana z Řehnic
- 4. Václav († 1525)
- 5. Eliška († asi 1542)[1]
  - ∞ Petr Adršbach z Dubé († 1532)[1]
- 6. Johana († mladá)
- 7. Magdaléna
  - 1. ∞ Jan Vančura z Řehnic († 1539)
  - 2. ∞ Jaroslav Beřkovský ze Šebířova

## Majetek

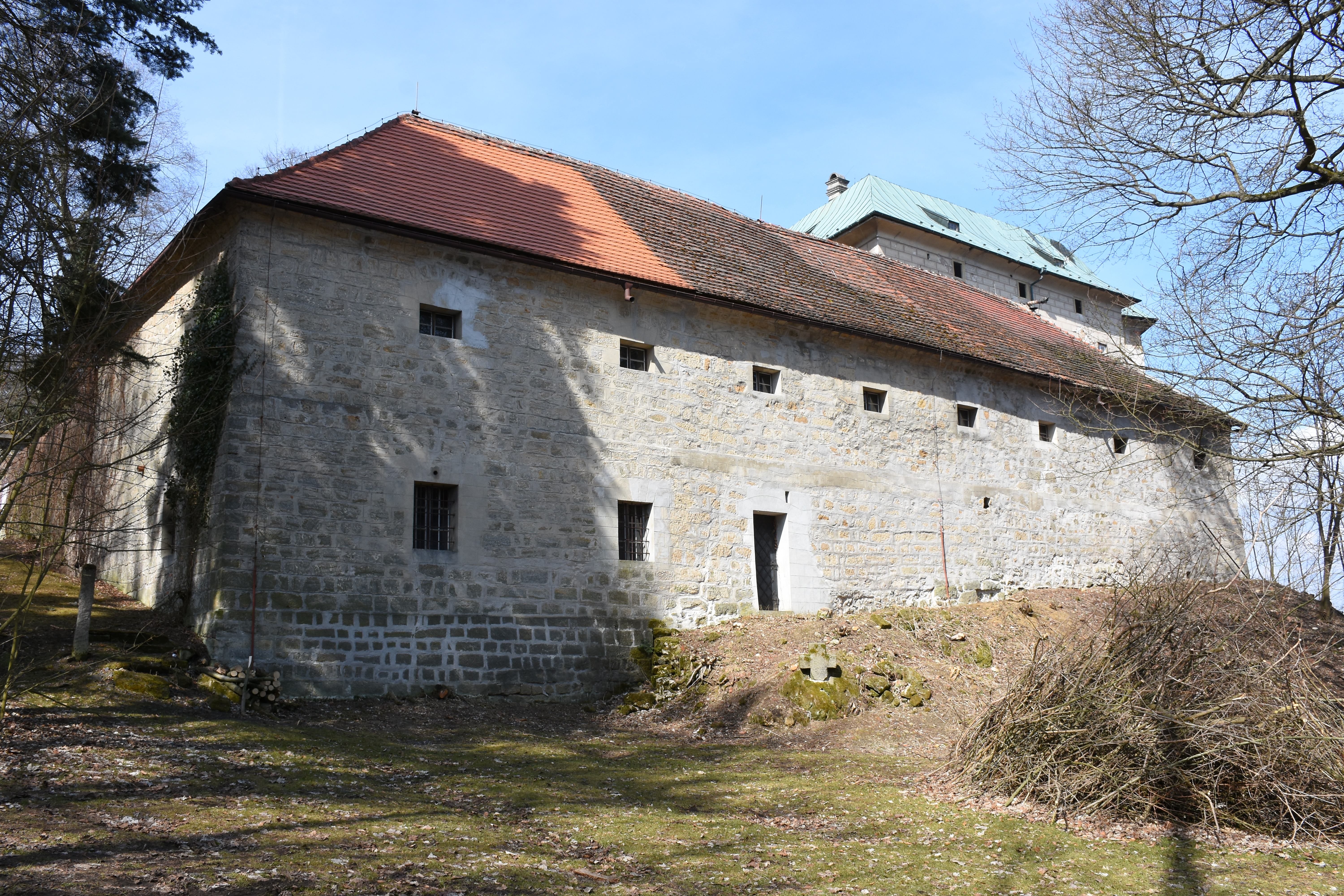
Hrad Houska

Po otci zdědil polovinu panství Houska. Matka se mu ale majetek zdráhala vydat, pře se dokonce projednávala před králem Vladislavem II. Jagellonským. Druhou polovinu Housky koupil od bratra Zikmunda I. († 1548) za 2250 kop grošů českých. Vlastnil také Lysou nad Labem a Sychrov. Jako majitel Lysé nad Labem měl spory a konflikty s Nymburkem. Byly mu také zastaveny vsi svatojiřského kláštera Chorušice a Choroušky, které se nacházejí u Mělníka.